# Piano archeologico della basilica di Santa Sofia
Il piano archeologico della basilica di Santa Sofia (in bulgaro Археологическо ниво на базиликата „Света София“?) è un sito museale, che costituisce una filiale del Museo di storia regionale di Sofia, in Bulgaria.

## Esposizione
L'esposizione sotteranea della basilica di Santa Sofia di Sofia è una mostra permanente in situ, situata sotto il pavimento della basilica, su una superficie di circa 605 m2. Costituisce una filiale del Museo di Storia Regionale di Sofia e documenta la necropoli orientale dell’antica Serdica, con corredi funerari risalenti al III–V secolo.
Il percorso espositivo presenta numerosi esempi di architettura sepolcrale tardoantica, tra cui tombe in mattoni con coperture in pietra piatta o con volta semicilindrica, tombe familiari, cistiche, e sarcofagi. È possibile osservare le fondazioni di tre chiese paleocristiane costruite in successione nello stesso sito, antecedenti all’edificazione della basilica attuale.
Molti sepolcri mostrano tracce di decorazioni pittoriche, fra cui spicca la tomba n. XVI/1910,, decorata con affreschi policromi in rosso, verde, giallo e nero. Le pareti riproducono quadrati marmorei tipici delle domus romane, mentre sulla volta compaiono papaveri stilizzati, simboli dell’eterna quiete.
Parte dell'esposizione al piano archeologico della basilica sono anche le fondamenta di tre chiese più piccole che precedentemente esistevano nello stesso luogo. La prima risale all'inizio del IV secolo, quando dopo l'editto di Serdica dell'imperatore Galerio del 311 e l'editto di Milano del 313, il cristianesimo fu riconosciuto come una delle religioni ufficiali dell'Impero romano. Era rivestita di pannelli di mosaico multicolore, che oggi sono visibili sul piano del museo nella loro posizione originaria. Uno dei pannelli (situato nell'altare) è conosciuto con il nome "Paradiso" perché rappresenta un dipinto del Giardino dell'Eden - nell'oggetto è presente un'immagine 3D e l'originale fa parte della mostra permanente di il Museo nazionale di Archeologia. Il mosaico del Paradiso è uno degli esempi più notevoli dell'arte del mosaico tardoantica. Su di esso, con la tecnica dell'opus tessellatum, sono raffigurati due cipressi, simbolo dell'eternità, della stabilità, del femminile e del maschile, e tra di loro - un fonte battesimale circondato da uccelli del Paradiso.
Tra la fine del IV e l’inizio del V secolo furono costruite due chiese successive, sempre più ampie, fino alla realizzazione della grande basilica alla fine del V – inizio del VI secolo, sulle cui fondamenta si sviluppa l'attuale museo archeologico sotterraneo.

## Posizione

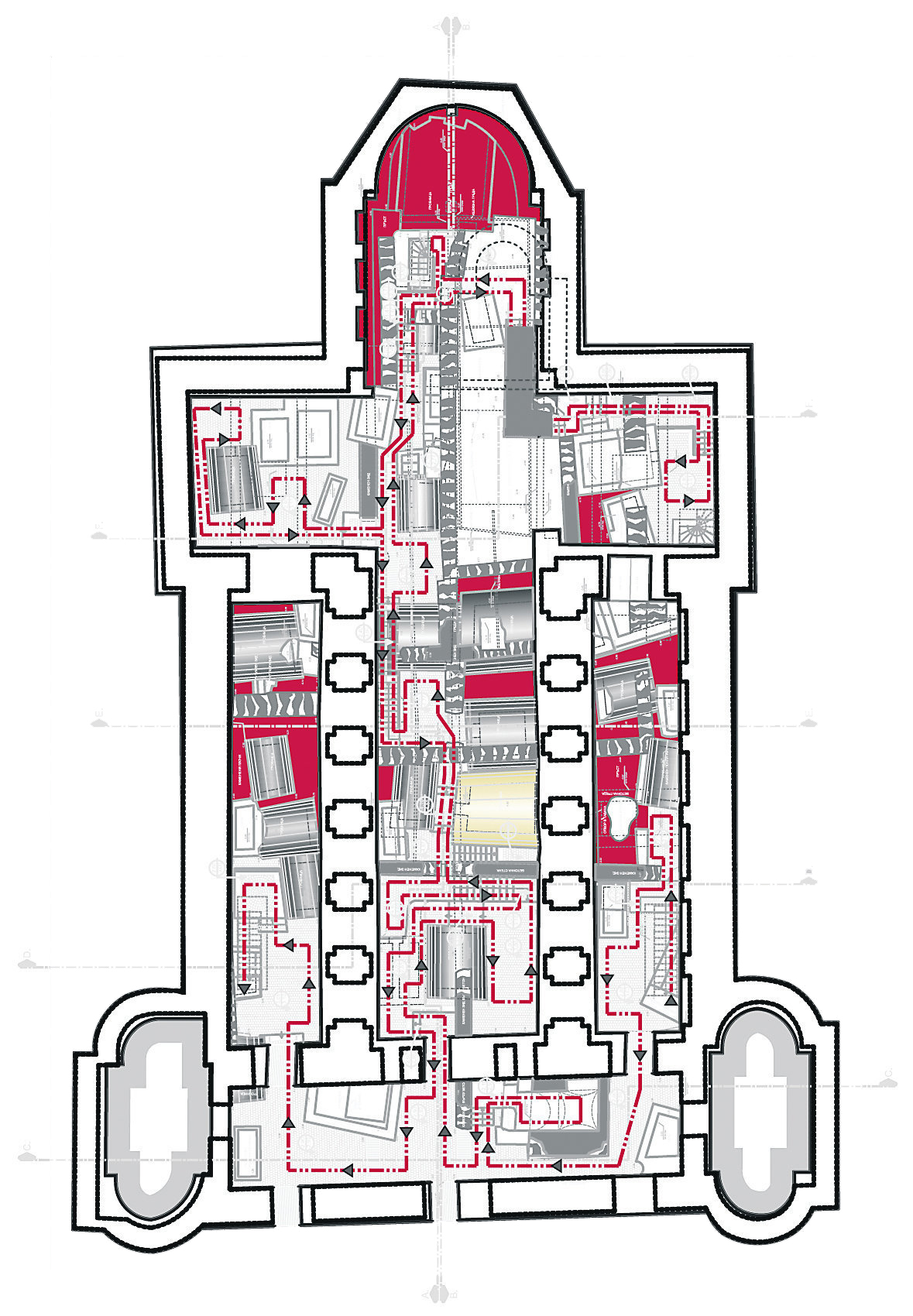
La pianta del piano archeologico della chiesa

La sezione della necropoli che si estende sotto la basilica di Santa Sofia – simbolo spirituale e architettonico della capitale bulgara – sorge sulla sommità di una collina posta a est del nucleo dell'antica fortezza di Serdica. In questo luogo, all'inizio del IV secolo, fu edificata la prima chiesa christiana, seguita nel tempo da diverse altre, tra cui la basilica attuale. Oggi l'area si colloca nel cuore della Sofia moderna, circondata da edifici istituzionali come l'Assemblea Nazionale, l'Accademia bulgara delle Scienze, il Santo Sinodo e il Comune di Sofia, e si trova a meno di 100 m dalla maestosa cattedrale di Aleksandr Nevskij.
Accanto al lato meridionale della basilicasi erge il monumento al Milite Ignoto, che onora i caduti senza nome. Proprio dietro, nel giardino antistante l'ingresso, è collocata la tomba di Ivan Vazov, patriarca della letteratura bulgara. Nello stesso spazio verde è visibile anche il monumento a re Samuele, figura storica chiave del Primo Impero Bulgaro.

## Storia delle ricerche archeologiche
Le prime idagini negli spazi sotterranei della basilica di Santa Sofia furono condotte nel 1893 da Vaclav Dobruski, uno dei padri fondatori dell'archeologia bulgara. Durante gli scavi sotto l'abside crollata del tempio, Dobruski portò alla luce una tomba rettangolare, rivestita da laste sottili di marmo. Tra i crani dei due defunti trovati all'interno, lui identificò un piccolo reliquiario d'argento. 
A sud della tomba il ricercatore studiò anche un mosaico straordinario denominato “Il Paradiso”, proveniente verosimilmente dall’altare della prima chiesa costruita nella necropoli all’inizio del IV secolo.
Tra il 1990 e il 1911, il prof. Bogdan Filov, figura di spicco dell'archeologa bulgara, diede avvio alle prime campagne di scavo sistematico nella necropoli orientale dell'antica Serdica - nello spazio sotto il pavimento della basilica di Santa Sofia e i suoi dintorni, sono stati fatti dal prof. Bogdan Filov. L’area di indagine comprendeva gli spazi sotto il pavimento della Basilica di Santa Sofia e le sue immediate vicinanze. Durante queste ricerche, Filov identificò 34 tombe, realizzate con volte in muratura e differenti tipologie architettoniche, alcune delle quali rappresentano esempi notevoli di arte funeraria paleocristiana. Di particolare rilievo sono due sepolture decorate con affreschi, testimonianza rara e preziosa di espressione artistica nel contesto tombale tardoantico. Una di queste tombe affrescate è oggi visibile al pubblico grazie alla musealizzazione del sito archeologico sotterraneo della Basilica di Santa Sofia.
Nel proseguire le ricerche ad ovest del celebre mosaico “Il Paradiso”, scoperto da Dobruski nel 1893, Bogdan Filov identificò altri due pannelli musivi realizzati in stile geometrico, chiaramente differente da quello figurativo del mosaico originario. Questi frammenti, collocati in una sezione aggiuntiva estesa verso ovest, testimoniano una fase costruttiva successiva della chiesa più antica della necropoli del IV secolo. A un livello superiore, rispetto a questi mosaici geometrici, Filov scoprì l’esistenza di un secondo pavimento a mosaico, riconducibile a una nuova chiesa eretta agli inizi del V secolo.
Nel 1930, Sergei Pokrovski, all'epoca curatore del Museo Archeologico Nazionale (oggi Istituto Archeologico Nazionale con museo dell'Accademia bulgara delle scienze), studiò un altro frammento di mosaico proveniente dal pavimento della chiesa più antica situata sotto la basilica. Esso era costituito da pannelli più piccoli con motivi diversi. Dopo un lungo restauro, i mosaici sono oggi esposti al piano archeologico della basilica.
Durante i lavori tecnici nel 1989, relativi alla posa di cavi sotterranei presso l’angolo nord-ovest della Basilica, l’archeologa Dora Dimitrova rinvenne una nuova tomba a volta decorata con affreschi di notevole valore culturale e religioso. Le quattro pareti della sepoltura ospitavano sei croci latine, tutte arricchite da motivi vegetali. Sulla parete superiore compariva una significativa iscrizione latina: "† HONORIUS SERVUS XP(ІΣТ) I / ∂ЄUS / ∂OMINUS / S(an) C ( ti)”, probabile interpretazione: “† Onorio, servo di Cristo (= servo di Dio), Gloria al Padre e al Figlio e allo Spirito Santo”.
Nel 2002, un'èquipe di archeologi del Museo di storia di Sofia (oggi Museo di storia regionale di Sofia) completò lo studio e la documentazione della tomba di Onorio, già scoperta nel 1989. A partire dal 2014, la tomba è accessibile al pubblico all'interno di un complesso museale dedicato, situato di fronte alla basilica.
Durante gli ultimi anni del XX secolo, si intensificarono le campagne archeologiche collegate al progetto di valorizzazione dello spazio sotterraneo della basilica. Tra queste, spicca l’indagine del 1997 condotta da Konstantin Šalganov, che esaminò gli strati sigillati sotto il mosaico pavimentale della chiesa più antica. Accanto a un podio marmoreo di una mensa d'altare precedente, emerse una piccola sepoltura a due camere, ciascuna contenente un reliquiario d'argento: uno custodiva un dente umano, l'altro materia organica. Questi oggetti sacri sarebbero attribuiti a martiri venerati in loco, testimoniando il significato spirituale del sito lungo i secoli.
Agli inizi del XXI secolo, gli archeologi del Museo Storico di Sofia (l'odierno Museo Storico Regionale di Sofia) continuarono gli scavi nella necropoli vicino alla basilica. Furono studiate diverse sepolture tardoantiche sconosciute, esposte anche al piano archeologico della basilica di Santa Sofia.

## Scoperte
Il progetto di restauro, conservazione ed esposizione degli spazi sopra e sottopavimento della basilica di Santa Sofia ha avuto inizio nel 1991, a seguito delle prime importanti indagini archeologiche. Dopo decenni di ricerche condotte tra la fine del XX e l’inizio del XXI secolo, nel 2013 si è giunti alla realizzazione definitiva del progetto, completando così un ciclo virtuoso di studio, adattamento e socializzazione del patrimonio storico sepolto sotto la basilica. La realizzazione è stata resa possibile grazie ai fondi del Consiglio dei Ministri, in particolare attraverso la Direzione delle Religioni e il Ministero della Cultura, beneficiario del programma operativo "Sviluppo Regionale" del Ministero dello Sviluppo Regionale. L’adeguamento architettonico e la musealizzazione degli scavi archeologici portano la firma dell’architetto Vasil Kitov, responsabile anche della disposizione interna degli spazi espositivi.
Il piano archeologico è stato inagurato ufficialmente il 24 maggio 2013,. e tramite decisione del Consiglio del Comune di Sofia, è stato affidato alla gestione del Museo Storico di Sofia, oggi noto come Museo storico regionale di Sofia.